# Gaspar Esmit
Gaspar Esmit Comaposada (Barcelona, c. 6 de enero de 1767 - Tuy, 1819) fue un compositor, maestro de capilla y organista español. Su primer apellido también aparece documentado como Smit, Schmidt o Smith.

## Vida
Sus padres eran Juan Esmit, músico del Regimiento de Caballería del Príncipe, y Madrona Comaposada. Fue bautizado en la iglesia de Santa María del Mar de Barcelona el 6 de enero de 1767. La familia se trasladó a Zamora, donde residieron entre 1775 y 1778. Allí, el padre actuó de músico en la catedral y Gaspar entró en el seminario como infante del coro. En 1778 se trasladaron a Astorga, donde Gaspar se formó con el maestro de capilla de la catedral, el portugués Juan Pedro de Almeida y Mota.
En 1787 se le admitió como organista de la Catedral de Tuy. En 1790 se presentó a las oposiciones para maestro de capilla de la misma catedral pero no las ganó.
Dejó Tuy y pasó a la Catedral de Orense con el cargo de organista, y al año siguiente, en 1791, a la Colegiata de Junquera de Ambía como organista y maestro de capilla, donde también fue ordenado sacerdote. En 1793 volvió a la catedral de Tuy como organista. En marzo de 1796 dejó Tuy por segunda vez para aceptar el cargo de segundo organista de la Catedral de Astorga.
En 1800 fue nombrado maestro de capilla de la Colegiata de Santa María del Campo de La Coruña. Estando el La Coruña, en 1805 envió una carta al cabildo orensano interesándose por la organistía de la Catedral de Orense, que se encontraba vacante tras el fallecimiento de José González. Esmit acabó por no presentarse a los exámenes.

[...] Maestro de capilla y organista con el honor de Capa de Coro en la Real Iglesia Colegial [...] entre sus cortos méritos, haber obtenido la plaza de primer organista en la catedral de Tuy por oposición, en la que mereció por ocasiones diferentes el primer lugar en la regulación de los dos censores entre varios opositores; y en la misma iglesia se opuso al magisterio de capilla, ración titular, compitiéndola por un voto, como no lo ignoran algunos señores capitulares de ese Ilustrísimo Cabildo.
De igual manera, en la catedral de León mereció la primacía entre los demás opositores, a la plaza de primer organista, por cuyo motivo tuvo diez y ocho votos, perdiéndola igualmente por una. Ni dejando de referir a Vuestra Señoría Ilustrísima (aunque sirva de alguna molestia) las dos oposiciones que hizo a maestro de la catedral de Santander y Valladolid, siendo de 20 años de edad, y otra en Calahorra, a la ración titular de órgano, en cuias merecieron 2° lugar entre muchos opositores, en el tiempo que comenzaba su carrera.
Añadiendo que le acompaña el agregado de cantar, según el estilo moderno, como saben en las catedrales en donde ha estado, principalmente en la de Astorga, tanto en su cuerda de contralto, cuanto en la de tiple, por un efecto de falsete en ésta, tan singular, que hace creer ser voz natural de dicha cuerda.
Gaspar Smith, 28 de marzo de 1805

En 1806 ganó las oposiciones a maestro de capilla de la Catedral de Santa María de Tuy, plaza que ocupó hasta su fallecimiento en 1819.

## Obra
Se conservan composiciones vocales sacras de Gaspar Esmit en los archivos catedralicios de Tuy, Santiago de Compostela, Mondoñedo y Astorga. También se han conservado obras suyas para teclado: en 1785 se publicó Seis minuetes para el forte-piano, y en el monasterio de Santa Ana de Ávila se conservan cuatro cuadernos con composiciones de Esmit que pertenecieron a una alumna suya, Mercedes Verdugo y Arredondo (1778-1834). En el archivo de la Catedral de Astorga también se conservan dos conciertos de Esmit: uno para salterio y otro para clavicémbalo.